# Новоалександровка (Знаменская городская община)
Новоалександровка (укр. Новоолександрівка) — село, входит в Знаменскую городскую общину Кропивницкого района Кировоградской области Украины
До 2020 года входило в Знаменский район
Население по переписи 2001 года составляло 53 человека. Состоянием на 2021 год 2 человека. Почтовый индекс — 27450. Телефонный код — 5233. Занимает площадь 0,418 км². Код КОАТУУ — 3522285402.

## История
Село основано как Дейнеговка в честь помещика Дейнеги в связи с возникновением в этих местах кожаного завода. По преданию старожилов во время революции в этих местах появлялся двойник Ленина. В годы первого голода, вызванного засухой, продразверсткой и террором чекистов в 1921 году погиб местный житель Кравцов Демьян Иосифович.
В 1930-х село получило название Новоалександровка. Во времена Голодомора здесь умерло по меньшей мере 43 человека . Также в 1930-х здесь пострадали от раскулачивания Семен и Марина Желудченко. 
Здесь проживала местная героиня Лукия Ефимовна Стаченко (1879-1973)  помогавшая советским партизанам в годы Великой Отечественной войны и спасшая сотни жизней от немецких захватчиков. Она работала пекарем в местном колхозе «Путь к коммунизму», первая бригада которого находилась в Новоалександровке. 
Мужчина по фамилии Красножон, староста Новоалександровки передавал партизанам хлеб от Лукии, за что был сдан коллаборационистами и расстрелян в поперечной балке между Новоолександровкой и Троянкой. В 1942 на первом доме в с. Молодецкое немцы поставили пулемет и стреляли по гражданским Новоалександровки, среди них был расстрелян Владимир Саламаха, шедший домой от девушки.

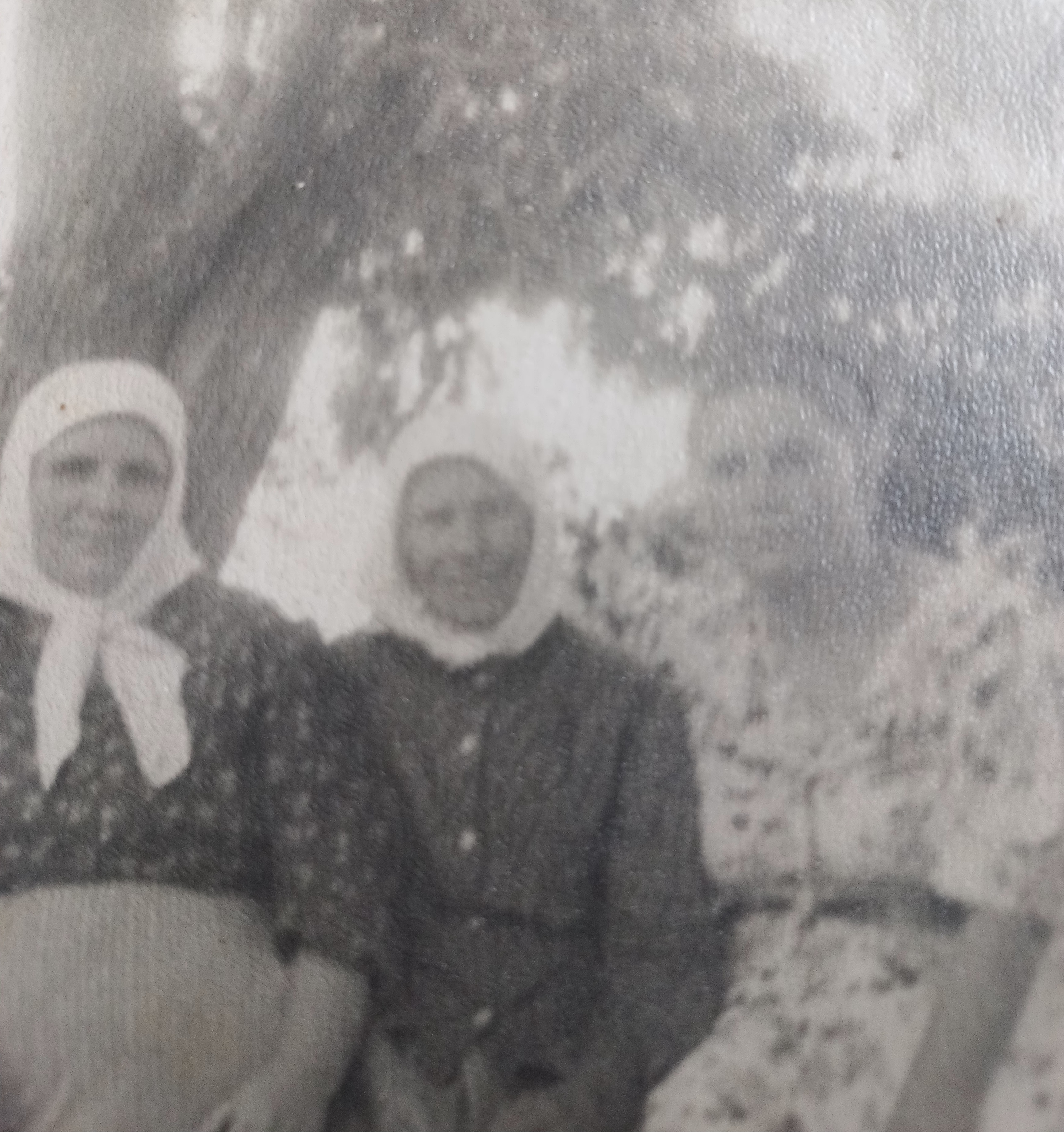
Лукия Стаченко, в центре

Во время Знаменской операции в конце 1943 года гражданские из окрестных сел скрывались от бомбежек в Троянке, в результате которых среди прочего пострадал ребенок из Новоалександровки, Дмитрий Афанасьевич Кравцов (1932-1946), отца которого, ветерана войны, работавшего сапожником в Знаменке репрессировали. 
После войны здесь жило около 300 человек. В 1960-х годах из-за индустриализации местные отсюда и из Троянки массово начали переезжать в Знаменку.
Состоянием на 1991 здесь проживало 80 человек. А в 2021 2 человека.
Фактически село-призрак.
Среди известных жителей – Мусий Бульдович и Михаил Григорьевич Майборода.